# Principe du maximum (équations aux dérivées partielles)
Pour les articles homonymes, voir principe du maximum.
En mathématiques, et plus précisément en analyse, le principe du maximum est une propriété des solutions de certaines équations aux dérivées partielles, de type elliptique ou parabolique qui dit qu'une fonction solution d'une telle équation sur un domaine atteint son maximum sur la frontière du domaine. De façon plus précise, le principe du maximum fort dit que si la fonction atteint son maximum à l'intérieur du domaine, elle est constante. Le principe du maximum faible dit que le maximum de la fonction est atteint sur la frontière du domaine, mais peut aussi éventuellement être atteint à l'intérieur du domaine. Un principe du maximum encore plus faible se contente simplement de borner la fonction par son maximum sur la frontière.
Le principe du maximum pour les fonctions harmoniques est connu depuis les travaux de Gauss en 1839. En 1927, Eberhard Hopf généralise ce résultat en montrant qu'une fonction satisfaisant une inéquation aux dérivées partielles du second ordre d'un certain type sur un domaine de Rn et qui atteint son maximum à l'intérieur du domaine est nécessairement constante.
La démonstration de Hopf s'inspire d'une idée simple qui l'amène à introduire une technique de comparaison qui conduira à une grande variété d'applications et de généralisations très importantes. Le principe du maximum est considéré comme le résultat classique et fondamental de la théorie des équations aux dérivées partielles de type elliptique ou parabolique.
En optimisation convexe, le principe du maximum affirme que le maximum d'une fonction convexe sur un ensemble compact et convexe est atteint sur sa frontière.

## L'exemple classique des fonctions harmoniques
Les fonctions harmoniques sont l'exemple classique pour lequel s'applique le principe du maximum fort. De façon formelle, si f est une fonction harmonique, alors f ne peut pas posséder un maximum local véritable à l'intérieur de son domaine de définition. En d'autres mots, ou bien f est constante, ou bien, pour tout point {\displaystyle x_{0}\,} de l'intérieur du domaine de définition de f, il existe d'autres point arbitrairement proches de {\displaystyle x_{0}\,} en lesquels f prend des valeurs plus grandes.
Soit f une fonction définie sur Ω , un ouvert connexe de l'espace euclidien Rn. Si {\displaystyle x_{0}\,} est un point de Ω tel que
{\displaystyle f(x_{0})\geq f(x)}
pour tout x dans un voisinage de {\displaystyle x_{0}\,}, alors la fonction f est constante sur Ω .
En remplaçant "maximum" par "minimum" et "plus grande" par "plus petite", on obtient le principe du minimum pour les fonctions harmoniques.
Le principe du maximum est aussi valable pour l'ensemble plus général des fonctions sous-harmoniques, tandis que leurs opposées, les fonctions super-harmoniques, satisfont le principe du minimum.

### Démonstration heuristique
L'idée principale pour la démonstration du principe du maximum faible pour les fonctions harmoniques vient du fait que, par définition d'une fonction harmonique, son laplacien est nul. Et donc, si {\displaystyle x_{0}} est un point critique non-dégénéré de f(x), f doit présenter un point selle en {\displaystyle x_{0}}, autrement la somme des dérivées secondes de f ne pourrait jamais être nulle. Ceci n'est bien sûr pas une démonstration rigoureuse, nous n'avons pas tenu compte du cas où {\displaystyle x_{0}} est un point dégénéré, mais c'est l'idée essentielle.
La démonstration du principe du maximum fort est plus compliquée. Elle s'appuie notamment sur le lemme de Hopf (en).

## Principe du maximum de Hopf
Soit u = u(x), x = (x1, …, xn) une fonction C2 qui satisfait l'inégalité différentielle suivante :
{\displaystyle Lu=\sum _{ij}a_{ij}(x){\frac {\partial ^{2}u}{\partial x_{i}\partial x_{j}}}+\sum _{i}b_{i}{\frac {\partial u}{\partial x_{i}}}\geq 0}
dans un ouvert Ω, où la matrice symétrique aij = aij(x) est localement uniformément définie positive dans Ω et les coefficients aij, bi = bi(x) sont localement bornés. Si u atteint son maximum M dans Ω , alors u ≡ M.
Il est généralement admis que le principe du maximum de Hopf ne s'applique qu'aux opérateurs différentiels linéaires. C'est en particulier le point de vue que l'on trouve dans l'ouvrage Methoden der mathematischen Physik (en) de Courant et Hilbert. Cependant, dans les dernières sections de son papier originel, Hopf a considéré des situations plus générales mettant en jeu des opérateurs non-linéaires, et dans certains cas il a ainsi obtenu des résultats d'unicité, en particulier pour le problème de Dirichlet pour l'opérateur de courbure moyenne et pour les équations de Monge-Ampère.